# Nemapogon inconditella
Nemapogon inconditella är en fjärilsart som beskrevs av Lucas 1956. Nemapogon inconditella ingår i släktet Nemapogon och familjen äkta malar. Inga underarter finns listade i Catalogue of Life.